# The Oaks
The Oaks es una serie de televisión estadounidense del género dramático y paranormal, en proceso de filmación y distribución. Creado por David Schulner  para la temporada 2008/2009 de la cadena Fox. La adición a la Fox se especuló en tener mucha necesidad en un alto concepto dramático, para competir en las clasificaciones con las series de la ABC Lost, Desperate Housewives y Grey's Anatomy, y con CSI de la CBS. A pesar de hacer un compromiso ciego y temprano sobre la serie , Fox optó por pasar en el drama para la temporada 2008/2009. Se informa que la serie se vendió a otras redes. Una versión del Reino Unido de The Oaks está siendo filmada en el sur de Inglaterra, protagonizada por Alex Kingston. La serie se transmitirá a principios de 2011.

## Argumento
The Oaks sigue las vidas de tres familias, en diferentes períodos de tiempo, todos ocupan la misma casa embrujada por un espíritu inquieto. Los propietarios de las casas anteriores también se aparecen a sus sucesores como fantasmas. Schulner explica: "Cada historia personal, cada historia pequeña relación está ligada a una historia de fantasmas más grandes. No puedo contar la historia de una familia sin contar la historia de otra familia que vivía allí."
Tres familias en el lapso de cuatro décadas, se mudan a la misma casa, y todos ellos son perseguidos por un espíritu inquieto. Las familias son las siguientes:
- 1968 - Una pareja alejada entre ellos, Sarah y Mike sienten profundos sentimientos de resentimiento y de dolor, dirigidos el uno al otro después de la muerte de su hija Amelia.

- 1988 - Una pareja sexualmente frustrada, Frank y Molly crían a sus dos hijos, Lucy y Brian.

- 2008 - Una joven pareja que espera un bebé.

## Desarrollo
David Schulner escribió el guion y se inspiró cuando se mudó a una casa nueva, pensando en aquellos que habían vivido allí anteriormente. En 2007, después de una guerra de ofertas entre Fox , ABC y CBS para comprar a The Oaks, que se redujo finalmente a CBS y Fox, con Fox en última instancia, compró la serie para su estreno en agosto de 2007.
Shawn Ryan, Gina Matthews, Grant Scharbo y con Michael Cuesta se producirá The Oaks. Cuesta dirigió el episodio piloto titulado Amelia. La producción de la serie se inició oficialmente el 5 de noviembre de 2007 con la filmación del episodio piloto. "Amelia" fue filmada en South Pasadena, California, sin embargo, Schuler y Ryan participaron en la Huelga de guionistas en Hollywood de 2007-2008 que comenzó ese día a las 12:01 AM, haciendo que los dos se ausentaran en el set de filmación. El rodaje del episodio piloto se completó a finales de noviembre.

## Personajes
A continuación se muestra los personajes de The Oaks:
- Mike (interpretado por Matt Lanter) forma parte de la pareja de 1968. Mike es el esposo de Sarah, trabaja en la compañía de su padre y está distante de su esposa después de la muerte de su hija, Amelia.
- Sarah (interpretada por Shannon Lucio) forma parte de la pareja de 1968. Sarah es la esposa de Mike , está desolada por la muerte de su hija, Amelia.
- Jim (interpretado por Matthew Morrison) es un amigo de Sarah y Mike, la pareja de 1968.
- Helen (interpretada por Alexandra Lydon) es una amiga de Sarah y Mike, la pareja de 1968.
- Molly (interpretado por Romy Rosemont) es la madre de la familia de 1988. Molly es una madre de dos hijos que está luchando por mantener su matrimonio vivo.
- Frank (interpretado por Michael Rispoli) forma parte de la familia de 1988. Frank es el esposo de Molly y padre de Brian y Lucy.
- Brian (interpretado por Kyle Kaplan) forma parte de la familia de 1988. Brian es el hermano de Lucy e hijo de Molly y Frank.
- Lucy (interpretada por Mackenzie Milone) forma parte de la familia de 1988. Lucy es la hermana de Brian e hija de Molly y Frank.
- Hollis (interpretada por Bahar Soomekh) es una mujer embarazada de la pareja de 2008. Ella es una personalidad tipo A que habla varios idiomas, y es una ejecutiva de alto nivel de educación,  obsesionada con el BlackBerry, y es una mujer capaz. Vive con su marido Dan, con el cual va a tener un hijo.
- Dan (interpretado por Jeremy Renner) forma parte de la pareja de 2008, esposo de Hollis y un futuro padre.
- Jessica (interpretada por Sienna Guillory) es vecina de la pareja del 2008. Jessica tiene el síndrome de Asperger.
- Jessica (joven), (interpretada por Johanna Braddy) es el personaje de 2008, durante el año 1988.
- Dan (joven), (interpretado por Soren Fulton) es el personaje de 2008, durante el año 1988.